# Hasaganur, Alur
Hasaganur là một làng thuộc tehsil Alur, huyện Hassan, bang Karnataka, Ấn Độ.